# Шмеман Сергій Олександрович
Сергій Олександрович Шмеман (Серж Шмеман, фр. Serge Schmemann; нар. 12 квітня 1945, Кламар) — американський письменник та журналіст, редактор «International Herald Tribune». Раніше — кореспондент Associated Press, директор бюро та редактор «New York Times». Лауреат Пулітцерівської премії (1991) та премії «Еммі» (2003). Син священнослужителя Православної церкви в Америці Олександра Шмемана та правнук російського юриста, сенатора, члена Державної ради Російсьої імперії Миколи Шмемана.

## Біографія
Народився у Франції, в родині російського православного богослова Олександра Шмемана (1921—1983) та Уляни Осоргіної (нар. 1923) — нащадка православної святої Юліанії Лазаревської. 1951 року разом з родиною переїхав до Нью-Йорка. 1967 року закінчив Гарвардський університет зі ступенем бакалавра з англійської мови. 1971 року отримав магістерський ступінь зі славістики в Колумбійському університеті.
1980 року вперше відвідав батьківщину своїх предків Росію, як кореспондент Associated Press. Тільки через 10 років, 1990 року, одержав дозвіл від радянських органів відвідати своє родове село в Калузькій області. Його роздуми над долею цього села послужили основою для мемуарів, опублікованих 1997 року. Заснував церковну бібліотеку храму св. Катерини в Москві. У 2000-ті роки був головою Відділу комунікацій Православної церкви в Америці.
1991 року, як кореспондент і редактор «The New York Times», отримав Пулітцерівську премію за висвітлення теми об'єднання Німеччини. Згодом також написав на цю тему книгу. 12 вересня 2001 року газета «The New York Times» опублікувала на першій шпальті статтю Сергія Шмемана про терористичні акти 11 вересня. 2003 року став лауреатом новинної та документальної премії «Еммі» за сценарій до документального фільму Discovery Channel «Mortal Enemies».

## Україна в статтях Сержа Шмемана
Серж Шмеман публікував матеріали, присвячені російсько-українській війні на Сході України.
В Україні значного розголосу набула передова стаття, авторства Сержа Шмемана, опублікована 31 березня 2016 року в газеті «The New York Times», в якій він схаректеризував діючу українську владу як «корумповане болото». Генерального прокурора України Віктора Шокіна було названо символом корупції в Україні, а президента України Петра Порошенка — «продуктом старої системи».

2 квітня 2016 року на прес-конференції у ході Саміту з ядерної безпеки у Вашингтоні Петро Порошенко заявив у зв'язку зі статею в «The New York Times»: 
Мені відома ця стаття. Я хотів би це чітко прокоментувати. На сьогоднішній день проти України ведеться гібридна війна. В тому числі і через механізми поширення інформації, яка дискредитує українську державу".
Згодом Порошенко заявив, що його висловлювання про гібридну війну в зв'язку зі статею газети «The New York Times» невірно інтерпретували.
Водночас деякі українські журналісти та блогери виступили з закидом в упередженості оцінок Сержа Шмемана щодо подій в Україні. Так, зокрема, видання «Апостроф» помістило замітку про те, що в іншій статті Сержа Шмемана фото українського міста Вуглегірська, захопленого російськими військами та бойовиками ДНР, підписане: «Uglegorsk, Russia».

## Особисте життя
Батько трьох дітей. Живе в Парижі.

## Книжки
- Schmemann, Serge (2007) [2006]. When the Wall Came Down: The Berlin Wall and the Fall of Soviet Communism. New York Times Books. Kingfisher. ISBN 978-0-7534-6153-2. OCLC 61303439.
- Schmemann, Serge (1999). Echoes of a Native Land: Two Centuries of a Ukrainian Village. Vintage. ISBN 978-0-679-75707-8. OCLC 36074523.